# Sant Esteve de Castilló de Tor
Sant Esteve de Castilló de Tor és una obra del municipi del Pont de Suert (Alta Ribagorça) inclosa en l'Inventari del Patrimoni Arquitectònic de Catalunya.

## Descripció
Església d'una sola nau i coberta de dues vessants, amb teula àrab. Al tester anterior la porta d'accés és una arcada senzilla de mig punt. Hi ha un petit rosetó a sobre de l'eix de la porta. El campanar, adossat a un mur lateral, és de base quadrada i està aixamfranat a la part superior, on hi ha quatre obertures de mig punt per les campanes. La coberta del campanar és piramidal i de llosa de pissarra del país. Va esser ampliat en alçada i les antigues obertures foren tapiades. L'edifici, fet amb carreus de pedra vista, rep les influències romàniques de la Vall de Boi.